# Juliana Marino
Juliana Isabel Marino es una política argentina, que se desempeñó como diputada nacional y embajadora de Argentina en Cuba, designada por la presidenta Cristina Fernández de Kirchner, entre otros cargos, como legisladora y concejal de la ciudad de Buenos Aires.

## Carrera
Comenzó su militancia en el peronismo en la década de 1970. Se graduó en periodismo. En el 2003 fue electa como Diputada de la Nación argentina representando a la ciudad de Buenos Aires, por el Partido Justicialista. En aquella ocasión, lideró la lista del partido, conocida como «Fuerza Porteña».
Se desempeñó como embajadora argentina en Cuba desde el 2008 al 2015, habiendo sido designada por Cristina Fernández de Kirchner.
Desde el 2016 integra el Instituto Patria, en la Comisión de Mujer e Integración Regional y Relaciones Exteriores. Es miembro del Consejo Asesor del Ministerio de las Mujeres, Géneros y Diversidad desde el 2019.